# SSM-700K 해성
SSM-700K해성 대함미사일(SSM-700K Haesung Anti-ship Missile)은 대한민국이 국내 기술로 독자 개발에 성공한 함대함 순항 미사일이다. 해성-1이라고도 한다.

## 역사
국방과학연구소(ADD)가 개발을 총주관하고 LIG넥스원이 시제종합 업체로 참여했다. [PKG] 이상급 해군 함정에 장착, 운용되고 있다. 사거리 1,000km에 이르는 순항미사일인 함대지형(해성-2), 잠대지형(해성-3) 이 있으며, 적 종심을 원거리에서 정확하게 타격할 수 있다. 잠대지형은 건조가 시작되어 2020년대에 모두 9척이 운용될 3,000톤급 장보고 3급 잠수함의 수직발사대에서 발사 운용이 가능하다.

## 연혁
- 1979년 국방과학연구소(ADD) 유도탄 개발팀은 대한민국에서 만들어진 고속정(PKM)에 장착할 수 있는 단거리 함대함 미사일인 해룡 개발사업에 착수.
- 1984년 해룡 개발완료 및 시험발사 성공.
- 1987년 한국군 당국은 「해외 유사무기와 경쟁하여 양산여부를 결정한다」는 단서를 달아 단거리 함대함미사일 개발계획을 백지화.

- - 해룡은 80년대 국내 기술로 개발된 단거리 함대함 미사일로 시험발사까지 마쳤었다. 국방과학연구소(ADD) 유도탄개발팀은 백곰 개발성공에 고무되어, 1979년 대한민국에서 만들어진 미사일 고속정(PKM)인 백구급 미사일 고속정에 장착할 수 있는 단거리 함대함 미사일인 해룡 개발사업에 착수했다. 백곰개발에서 기본개념을 터득한 ADD개발팀은 사업 착수 5년 만인 84년 해룡을 개발한 뒤 해군 고속정에 탑재, 시험발사에 성공했다. 그러나 87년 군당국은 「해외 유사무기와 경쟁하여 양산여부를 결정한다」는 단서를 달아 단거리 함대함미사일 개발계획을 백지화했다.

- - 당시 군당국이 내세운 백지화 이유는 첫째 시험발사에서 명중률이 너무 낮았다는 것이었다. 유도 미사일의 경우 목표물을 추적해가는 「마이크로 웨이브 탐색기」(눈역할)가 필요한데 당시 이에 관한 대한민국의 기술력 부족으로 정확도가 떨어져 실전배치가 어려웠다는 얘기다. 둘째는 마이크로 웨이브탐색기 등 핵심기술을 미국으로부터 이전받으려 했으나 미국이 기술이전비를 너무 비싸게 요구,완제품 도입으로 방향을 선회했다는 것이다. 그러나 그 뒤 국방부가 미국제 함대함 미사일인 하픈을 도입해 미국의 압력으로 해룡개발을 포기한 게 아니냐는 지적도 뒤따랐다.[1]

- 1996년 해성 개발사업에 착수.
- 2003년 해성 개발 완료.
- 2003년 8월 21일 해성 시험발사 성공. 70여km 떨어진 표적함(구형 훈련함)에 정확히 명중.
  - 대한민국군의 한 고위 소식통은 2003년 8월 25일 "국방과학연구소 등이 90년대 중반부터 개발해온 사정거리 150여 km의 함대함미사일 시험발사에 지난 21일 성공했다"고 밝혔다. 미사일은 동해상 시험장에 배치된 해군 [PCC] 영주함에서 발사돼 70여km 떨어진 표적함으로 개조한 [경남함]에 정확히 명중한 것으로 전해졌다.[2]

- 2005년 9월 22일 한나라당 황진하 의원은 국방과학연구소(ADD)가 함대함 유도탄용으로 개발한 탐색기 2종(A, B타입) 가운데 수입품인 A타입만 발사시험을 실시하고 대한민국 기술이 많이 가미된 B타입은 시험도 하지 않은 채 '전투용 사용가능'이라는 판정을 내렸다고 지적.

- - 2005년 9월 22일, 한나라당 황진하 의원은 국방과학연구소(ADD)가 함대함 유도탄용으로 개발한 탐색기 2종(A, B타입) 가운데 수입품인 A타입만 발사시험을 실시하고 대한민국에서 개발된 기술이 많이 가미된 B타입은 시험도 하지 않은 채 '전투용 사용가능'이라는 판정을 내렸다고 지적했다. 이에 따라 2005년 11월 이후로 예정된 B타입 유도탄의 시험발사가 실패할 경우 함대함유도탄의 적기 전력화 자체가 불가능해질 수도 있다는 우려를 낳고 있다.[3]

- 2005년 12월 20일 대한민국에서 만들어진 국산부품을 사용한 탐색기를 탑재한 해성 양산 1호기 시험발사 성공. 135km 이상 날아감.

- - 대한민국의 독자 기술로 개발돼 양산체제를 구축한 사정거리 150km의 함대함 미사일 양산 1호기가 2005년 12월 20일 동해상에서 발사실험에 성공했다. 2003년 첫 개발된 미사일은 핵심 기술인 탐색기를 대한민국 이외의 국가에서 만들어진 부품을 장착했으나 이날 발사된 미사일은 대한민국 순수 기술로 개발된 부품을 이용하여 제작한 탐색기를 포함, 100% 대한민국에서 만들어졌다. 또한 개발 초기엔 시험장 여건상 사정거리를 제한하고 시험했으나 양산된 1호는 135km를 훌쩍 넘어섰다.[4]

- 2006년 3월 25일 전략물자로 수출 곤란.
  - 대한민국 국방부 황규식 차관과 방위사업청 관계자들은 26일부터 중남미 국가를 순방하며 우리 방산제품의 수출선을 개척하기 위해 뛰고 있다. 그러나 24일 전력화 기념식 행사장에서 만난 한 업체관계자는 "유도무기는 '전략물자'여서 미국의 '무기수출통제법'에 막혀 수출이 성사되기 어려울 것"이라고 내다봤다. 이 관계자는 "특히 신궁은 휴대용 무기여서 테러범에게 넘어갈 경우 심각한 문제가 되기 때문에 미국의 통제가 까다롭다"고 말했다.

- - 해성은 1996년부터 2003년까지 1,000억원이 투입돼 성공적으로 개발되었다. 잠수함이나 함정, 항공기에서 발사돼 함정은 물론 지상 전략 목표물도 공격할 수 있는 사정거리 400~500km 이상의 순항 미사일로도 발전될 수 있어 전략적 의미가 매우 크다.[5]

- 2006년 9월 29일 - 방위사업청은 윤광웅 국방부 장관 주재로 열린 제8회 방위사업추진위원회를 개최해 해성-I 2차 양산계획을 심의, 의결했다. 이에 따라 2,700여억원을 투입해 2010년까지 100여발이 추가 생산된다. 2004년-2007년, 해성-I 1차 사업으로 760여억원을 투자하여 30여발을 확보하도록 승인해 2006년에 해성 미사일 전력화에 성공했다.
- 2014년 해룡 함대지 미사일이 개발되었다. 경사형 발사관에서 발사된다.
- 2017년 해룡 함대지 미사일이 개발되었다. 수직발사관(VLS)에서 발사된다.

## 성능
해성의 최대 사정거리는 최초 개발시 150km, 현재는 180km~200km이며 기당 단가 약 20억원의 국내 독자 기술로 개발한 순항 유도탄(Cruise Missile)이다.
1단계는 고체 로켓, 2단계는 순항 추력을 얻기위해 제트 엔진을 탑재했다. (미국의 하푼과 동일. 프랑스 엑소세는 1, 2 단계 모두 로켓으로 사거리 70 Km)
INS(Inertial Navigation System, 주항법)와 GPS(Global Positioning System, 보조항법)의 복합 유도항법 시스템을 채용했으며, 저고도 sea 스키밍(Skimming) 능력과 다수의 경로점(Way Point) 수 설정, 재공격, 회피기동 능력과 같은 다양한 공격모드를 지니고 있다.
저 피탐 레이다 반사 면적(RCS : Radar Cross Section) 설계가 되어 있으며, 적함 충격시 작동하는 순발 신관과 적함을 관통해서 작동하는 지연 신관을 가지고 있다.
엔진 추력을 비교하면 다음과 같다.
- 스톰 섀도,  프랑스, 1200 Ibf
- SSM-700K 해성,  대한민국, 1050 lbf
- 엑조세,  프랑스, 800 lbf
- 토마호크 미사일,  미국, 700 lbf, F107-WR-402
- AGM-158B JASSM-ER,  미국, 700 lbf, F107-WR-105
- AGM-84 하푼,  미국, 660 lbf

## 하푼 블록2
2015년 11월 18일 미국 국무부는 1억 1000만달러(약 1280억원)에 UGM-84L 하푼 블록 II 18발을 한국에 수출허가했다. 잠수함에서 함정이나 지상의 목표물을 공격할 수 있고, 사거리도 기존에 배치된 것보다 2배 늘어난 248 km이다.
국산 토마호크 미사일이라는 해성-3는 1800톤 손원일급 잠수함에서만 발사할 수 있지만, UGM-84L 하푼 블록 II는 이보다 작은 1200톤 장보고급 잠수함에도 탑재할 수 있다.
그런데, 국산 SSM-700K 해성을 잠수함에 탑재한다는 소식은 없다. 공군도 하푼 미사일을 전투기에 장착하는데, 국산 SSM-700K 해성을 전투기에 장착한다는 소식도 없다. 오직 수상함에서만 국산 SSM-700K 해성을 사용하며, 잠수함과 전투기에는 여전히 미제 하푼 미사일을 수입해 사용중이다.

## 사거리
해성-1의 사거리는 150 km 라고 많이 보도되고 있다. 하푼 최신형의 사거리는 280 km 이상이다. 한국이 F-15K 전투기를 구매할 때 함께 구매한 슬램-ER 미사일이 사거리 270 km였다.
2020년 5월 4일, 군이 국산 대함미사일 ‘해성(海星)’의 성능개량을 추진한다. 군 관계자는 올해 10월부터 내년 4월까지 성능개량을 위한 선행연구 조사 분석이 실시된다고 최근 밝혔다.
그러나, 인터넷에서는 이미 해성 기술자가 사거리 440 km 개발이 완료되었다고 말했다는 소문이 돌고 있다.

## 비교
- 해성-1 함대함 순항미사일, 한국판 하푼, 사거리 150 km, 속도 마하 0.9
- 해성-2 함대지 순항미사일, 한국판 토마호크, 사거리 1500 km, 속도 마하 1
- 해성-3 잠대지 순항미사일, 한국판 토마호크, 사거리 1000 km, 속도 마하 2.5

## 사용국가
- 대한민국
- 콜롬비아
- 필리핀

## 같이 보기
- 하푼
- 현무-3
- 토마호크 미사일
- SS-N-27 - 러시아의 대함미사일. 사거리 300 km
- SLBM